# Notaulacella schildi
Notaulacella schildi är en tvåvingeart som beskrevs av Oswald Duda 1933. Notaulacella schildi ingår i släktet Notaulacella och familjen fritflugor. Inga underarter finns listade i Catalogue of Life.